# Sir Seretse Khama nemzetközi repülőtér
A Sir Seretse Khama nemzetközi repülőtér (IATA: GBE, ICAO: FBSK) Botswana egyik nemzetközi repülőtere, amely a főváros, Gaborone közelében található. Éves utasforgalma 117 227 fő (2022).
A várostól 25 kilométerre található, az ország legnagyobb forgalmú repülőtere. Székhelyéül szolgál a nemzeti légitársaságnak, az Air Botswanának. Belföldi repülőgép járatok indulnak Maun és Kasane felé, nemzetközi járatok Fokváros, Johannesburg és Windhoek felé.

## Futópályák
A repülőtér futópályái:
- 08/26 (4000 m)

## Légitársaságok és uticélok
| Légitársaság       | Célállomások                                                                  |
| ------------------ | ----------------------------------------------------------------------------- |
| Air Botswana       | Fokváros, Francistown, Harare, Lusaka, Johannesburg–O. R. Tambo, Kasane, Maun |
| Airlink            | Johannesburg–O. R. Tambo                                                      |
| Ethiopian Airlines | Addis Ababa, Livingstone, Victoria Falls                                      |
| Qatar Airways      | Doha                                                                          |

## Forgalom
Az utasforgalom az elmúlt években az alábbi módon változott:
| Utasok száma | 424 640 | 444 473 | 117 227 |
|              | 2017    | 2018    | 2022    |